# Fenomen chimic
Fenomenul chimic este transformarea substanțelor care modifică compoziția substanțelor. 
Exemple de fenomene chimice:
- arderea hârtiei;
- carbonizarea zahărului;
- ruginirea fierului;
- oxidările lente din organisme.

În natură, unele transformări chimice s-au produs în milioane de ani: formarea zăcămintelor de cărbune, de țiței, de gaze naturale.
Fenomenele chimice sunt însoțite de fenomene fizice: un foc poate fi aprins de căldura obținută prin frecare; arderea este însoțită de degajare de lumină și căldură.
Plantele sunt adevărate "uzine chimice", producătoare de oxigen. În prezența luminii, plantele absorb dioxidul de carbon din atmosferă, care împreună cu apa formează substanțele necesare vieții. Acest proces chimic natural se numește fotosinteză.